# Maxwell Lewis
Maxwell Lewis (Las Vegas, 27 luglio 2002) è un cestista statunitense.

## Carriera
Dopo aver trascorso due stagioni con i Pepperdine Waves, nel 2023 si dichiara per il Draft NBA, venendo selezionato dai Denver Nuggets con la quarantesima scelta assoluta e subito ceduto ai Los Angeles Lakers.

## Statistiche

### College
| Anno      | Squadra          | PG | PT | MP   | TC%  | 3P%  | TL%  | RP  | AP  | PRP | SP  | PP   |
| --------- | ---------------- | -- | -- | ---- | ---- | ---- | ---- | --- | --- | --- | --- | ---- |
| 2021-2022 | Pepperdine Waves | 21 | 2  | 19,5 | 42,2 | 36,3 | 80,4 | 3,2 | 1,2 | 1,1 | 0,5 | 11,0 |
| 2022-2023 | Pepperdine Waves | 31 | 31 | 31,4 | 46,8 | 34,8 | 78,7 | 5,7 | 2,8 | 0,8 | 0,8 | 17,1 |
| Carriera  | Carriera         | 52 | 33 | 26,6 | 45,3 | 35,4 | 79,1 | 4,7 | 2,2 | 1,0 | 0,7 | 14,6 |

### NBA

#### Regular Season
| Anno      | Squadra       | PG | PT | MP   | TC%  | 3P%  | TL%  | RP  | AP  | PRP | SP  | PP  |
| --------- | ------------- | -- | -- | ---- | ---- | ---- | ---- | --- | --- | --- | --- | --- |
| 2023-2024 | L.A. Lakers   | 34 | 0  | 3,0  | 19,0 | 11,1 | 66,7 | 0,1 | 0,2 | 0,1 | 0,0 | 0,3 |
| 2024-2025 | L.A. Lakers   | 7  | 0  | 4,1  | 33,3 | -    | -    | 0,3 | 0,3 | 0,1 | 0,0 | 0,6 |
| 2024-2025 | Brooklyn Nets | 21 | 1  | 14,2 | 42,2 | 38,0 | 70,0 | 2,5 | 0,8 | 0,4 | 0,3 | 5,3 |
| Carriera  | Carriera      | 62 | 1  | 6,9  | 38,0 | 33,9 | 69,2 | 1,0 | 0,4 | 0,2 | 0,1 | 2,0 |

### G League
| Anno      | Squadra          | PG | PT | MP   | TC%  | 3P%  | TL%  | RP  | AP  | PRP | SP  | PP   |
| --------- | ---------------- | -- | -- | ---- | ---- | ---- | ---- | --- | --- | --- | --- | ---- |
| 2023-2024 | South Bay Lakers | 31 | 31 | 28,8 | 43,8 | 35,5 | 84,4 | 4,7 | 2,0 | 1,3 | 1,2 | 14,6 |
| 2024-2025 | South Bay Lakers | 10 | 10 | 33,5 | 39,9 | 33,8 | 82,4 | 7,0 | 2,5 | 1,3 | 0,9 | 17,7 |
| Carriera  | Carriera         | 41 | 41 | 30,0 | 42,6 | 35,0 | 83,9 | 5,2 | 2,2 | 1,3 | 1,1 | 15,4 |

## Palmarès
- NBA In-Season Tournament: 1

Los Angeles Lakers: 2023